# Thorictus impressithorax
Thorictus impressithorax is een keversoort uit de familie spektorren (Dermestidae). De wetenschappelijke naam van de soort werd in 1930 gepubliceerd door Maurice Pic.